# Gianbattista La Rocca
Gianbattista La Rocca (Cagliari, 5 maggio 1977) è un dirigente d'azienda italiano, amministratore delegato di Italo dal 2018 .

## Biografia
Nato a Cagliari il 5 maggio 1977, sposato con due figli, Gianbattista La Rocca si è laureato in Ingegneria presso l'Università La Sapienza di Roma nel 2003.
Inizia la propria attività professionale presso la Società di Consulenza Protos SPA.
Nel 2007 entra in Rail Traction Company SPA (impresa ferroviaria privata merci) con il ruolo di Direttore Esercizio.
Nel 2009 arriva nella neonata NTV dove ricopre diverse cariche con crescenti responsabilità: Responsabile del Personale Operativo, Responsabile Formazione, Responsabile Produzione, Direttore del Personale, Direttore Operations, fino ad assumere la carica di Direttore Generale.
Gianbattista La Rocca è attualmente Amministratore Delegato e Direttore Generale di Italo-Nuovo Trasporto Viaggiatori S.p.A. Sotto la sua guida, la società ha avviato un programma di nuove assunzioni puntellando allo stesso tempo le misure di welfare previste per il personale (dall’assistenza sanitaria a tutto campo alle giornate di prevenzione in azienda, fino ad arrivare ai pacchetti di servizi socio-assistenziali per tutta la famiglia).
Il 7 Novembre 2019 l'Amministratore Delegato Gianbattista La Rocca annuncia di aver lanciato un green bond da 1,1 miliardi di euro, che rafforza l'impegno di Italo-Nuovo Trasporto Viaggiatori S.p.A. per la sostenibilità ambientale nel settore del trasporto su ferro. Si tratta dell'operazione più "grande" di questo genere mai affettuata in Italia. Mentre limitatamente al settore trasporti, si tratta di un record  livello globale. I proventi dell'operazione saranno utilizzati per rifinanziare gli attuali investimenti "green" di Italo pari a 900 milioni di euro e per sostenere ulteriori investimenti nella flotta.
Nella Primavera 2023, dopo l'acquisizione di Itabus da parte di Nuovo Trasporto Viaggiatori, La Rocca diviene anche Presidente di Itabus.